# Trefl Sopot
Trefl Sopot var en volleybollklubb från Sopot, Polen. Klubben var aktiv mellan 2008 och 2017. Klubben hann under sin korta livstid med att vinna polska mästerskapet två gånger (2011-2012 och 2012-2013) och polska cupen en gång (2015). Internationellt nådde de final i CEV Cup 2014-2015.